# 1ТВ (Северна Македонија)
1 ТВ је телевизијски канал са националном фреквенцијом у Северној Македонији који је основан 2018. год. Главни и одговорни уредник телевизије 1ТВ је Ацо Кабранов. Власник телевизије је Бојан Јовановски, познатији као Боки 13.

## Емисије[3]
- "Уреднички брифинг са Ацо Кабрановим"
- "Лица са Анетом Кочишки"
- "Правда и неправда са Горданом Дувњак"
- "Печат недеље са Сашом Орданоским"
- "Студио 1"
- "Вече са Тијаном"
- "Возење са Вучик"
- "Чуму"